# Dominikanische Fußballnationalmannschaft
Die dominikanische Fußballnationalmannschaft ist die Fußballnationalmannschaft der Dominikanischen Republik in der Karibik. Bisher ist es der Mannschaft nicht gelungen, sich für die Fußball-Weltmeisterschaft zu qualifizieren, allerdings nimmt sie 2025 zum ersten Mal am CONCACAF Gold Cup teil. Deren Verband Federación Dominicana de Fútbol ist Mitglied im Kontinentalverband CONCACAF.

## Turniere

### Weltmeisterschaft
- 1930 bis 1974 – nicht teilgenommen
- 1978 – In der Qualifikation zur WM 1978 in Argentinien traf man in der Karibikzone der 1. Runde in der Gruppe B auf Haiti und schied mit 0:3 und 0:3 aus.
- 1982 bis 1990 – nicht teilgenommen
- 1994 – In der Qualifikation zur WM 1994 in den USA traf man in der Karibikzone 2 der 1. Runde auf Puerto Rico und schied mit 1:2 und 1:1 aus.
- 1998 – In der Qualifikation zur WM 1998 in Frankreich traf man in der Karibikzone 2 der Vorrunde erst auf Aruba, gegen das man sich mit 3:2 und 3:1 durchsetzen konnte. Danach traf man auf die Niederländischen Antillen und konnte sich ebenfalls mit 2:1 und 0:0 durchsetzen. Der nächste Gegner war Trinidad und Tobago. Man musste sich jedoch mit 1:4 und 0:8 geschlagen geben und schied aus.
- 2002 – In der Qualifikation zur WM 2002 in Japan und Südkorea wurde man in der Karibikzone 3 der 1. Runde gegen Montserrat gelost und setzte sich mit 3:0 und 3:1 durch. Im Halbfinale traf man erneut auf Trinidad und Tobago und schied mit 0:3 und 0:1 aus.
- 2006 – In der Qualifikation zur WM 2006 in Deutschland traf man in der 1. Runde auf Anguilla und qualifizierte sich mit 0:0 und 0:6 für die 2. Runde. Dort traf man ein weiteres Mal auf Trinidad und Tobago und schied erneut mit 0:2 und 0:4 aus.
- 2010 – Im Rahmen der Qualifikation zur Fußball-Weltmeisterschaft 2010 in Südafrika traf das Team in der ersten Runde der CONCACAF-Zone auf die Nationalmannschaft Puerto Ricos, verlor jedoch im einzigen Spiel mit 0:1 nach Verlängerung und war damit ausgeschieden.
- 2014 – In der Qualifikation zur WM 2014 in Brasilien traf man in der 1. Runde erneut auf Anguilla und konnte sich mit 2:0 und 4:0 durchsetzen. In der 2. Runde traf man auf El Salvador, die Kaimaninselna und Suriname. Nach zwei Siegen, zwei Unentschieden und zwei Niederlagen schied man als Gruppenzweiter aus.
- 2018 – In der Qualifikation zur WM 2018 in Russland traf die Mannschaft in der zweiten Runde im Juni 2015 auf Belize und schied mit 1:2 und 0:3 aus.
- 2022 –  In der Qualifikation traf die Mannschaft in der ersten Runde auf Panama, Barbados, Dominica sowie auf Anguilla. Nach zwei Siegen und einem Unentschieden wurde das letzte entscheidende Spiel gegen Panama mit 0:3 verloren, wodurch die Mannschaft ausschied.
- 2026 – In der Qualifikation zur WM 2026 in Kanada, Mexiko und den USA traf die Mannschaft in der zweiten Runde im Juni 2024 und Juni 2025 auf Jamaika, Guatemala, Dominica und auf die Fußballnationalmannschaft der Britischen Jungferninseln. Nach je zwei Siegen und Niederlagen wurde als Gruppendritter die dritte Runde verpasst.

### CONCACAF Gold Cup
- 1991 bis 1996 – nicht qualifiziert
- 1998 – zurückgezogen
- 2000 bis 2003 – nicht qualifiziert
- 2005 und 2007 – zurückgezogen
- 2009 – nicht teilgenommen
- 2011 bis 2023 – nicht qualifiziert
- CONCACAF Gold Cup 2025 – Vorrunde

### Karibikmeisterschaft
- 1989 bis 1990 – nicht qualifiziert
- 1991 – Vorrunde
- 1992 bis 2001 – nicht qualifiziert
- 2005 bis 2007 – Zurückgezogen
- 2008 – nicht teilgenommen
- 2010 – nicht qualifiziert
- 2012 – Vorrunde
- 2014 bis 2017 – nicht qualifiziert

## Trainer
- Manfred Höner (1993–1994)
- Juan Emilio Mojica (1999–2002)
- William Bennett (2004–2006)
- Ljubomir Crnokrak (2006–2007)
- Juan Emilio Mojica (2008)
- Clemente Hernández (2010–2014)
- José Hernández (2015)
- Roberto Díaz (2015–2016)
- Juan Emilio Mojica (2016–2017)
- Orlando Capellino (2017–2019)
- David González (2019–2020)
- Jacques Passy (2020–2021)
- Iñaki Bea (2022)
- Walter Benítez (2022–2023)
- Marcelo Neveleff (seit 2023)